# Baldassare Longhena

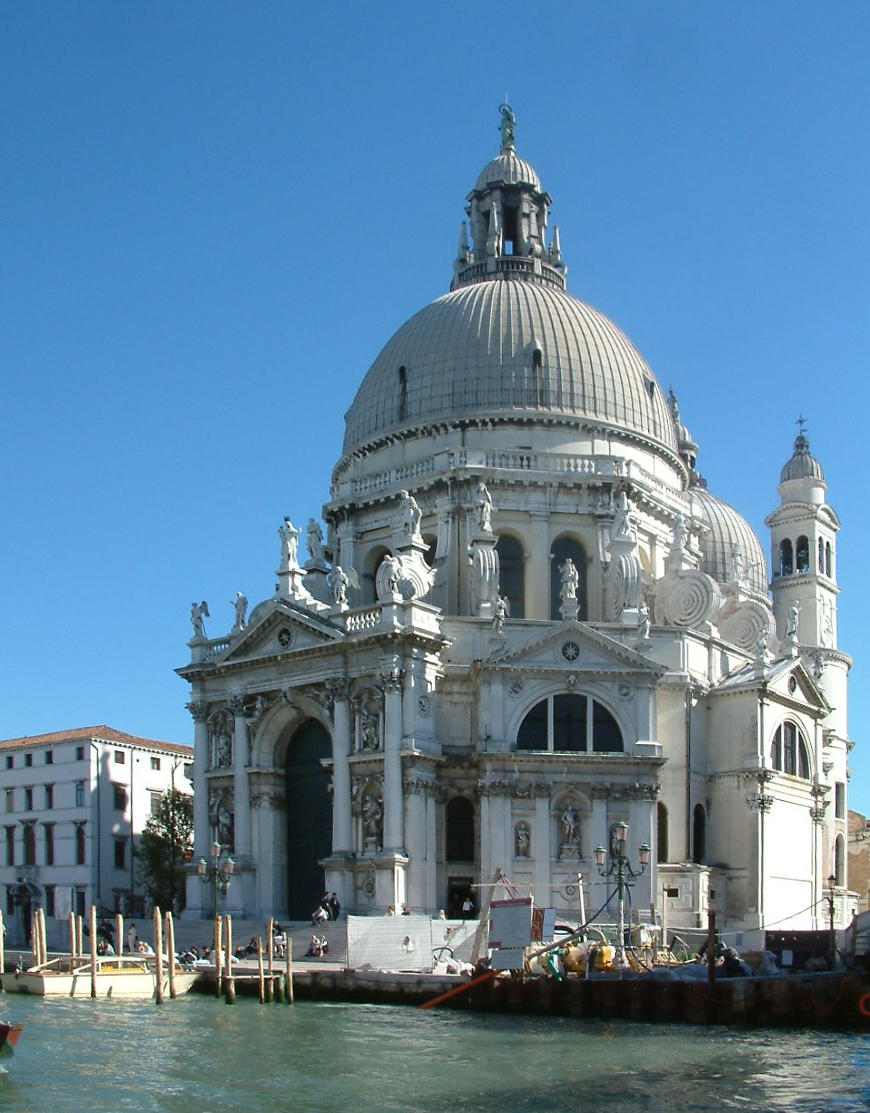
Santa Maria della Salute w Wenecji

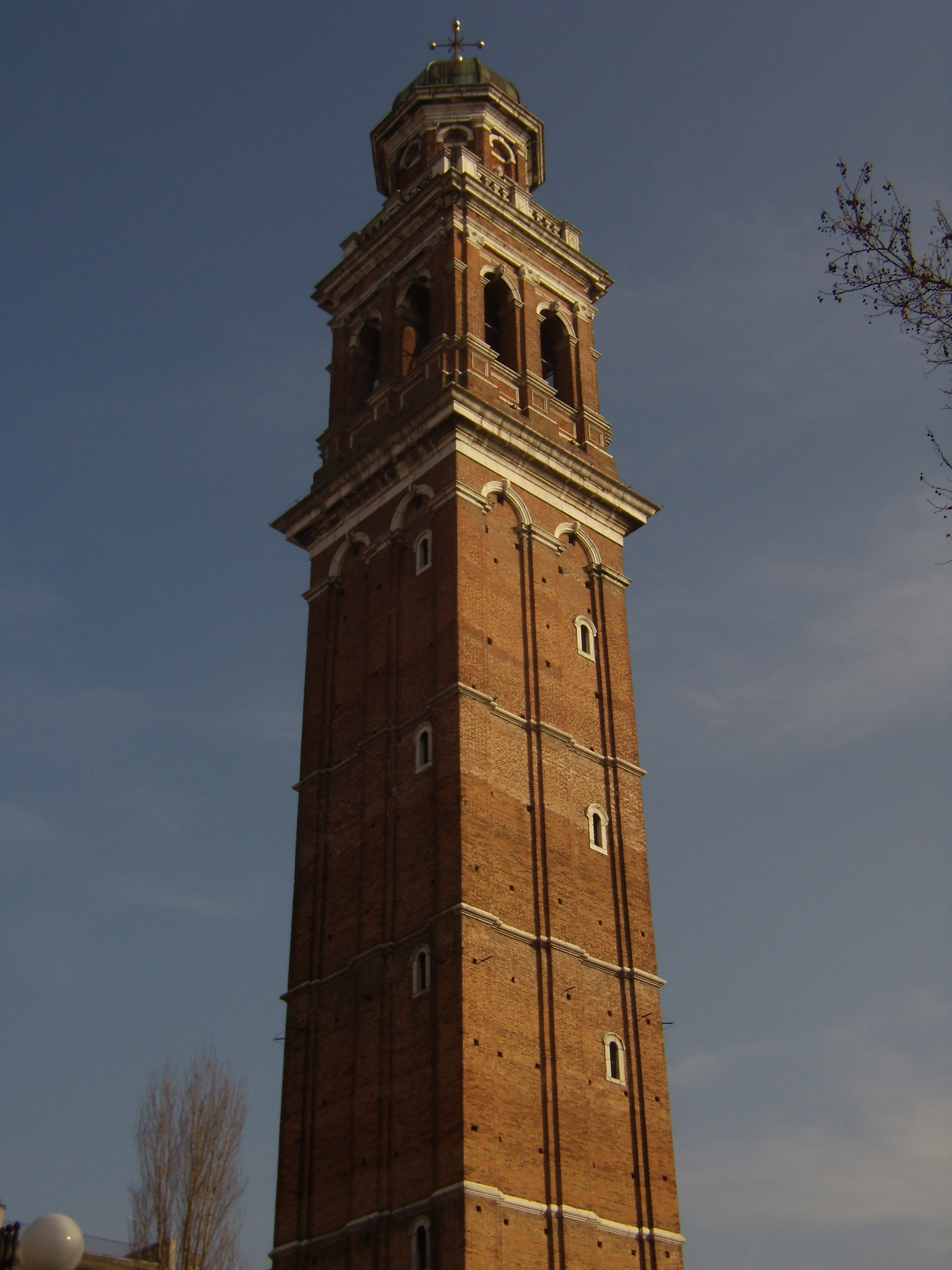
Wieża kościoła Santa Maria del Soccorso w Rovigo

Baldassare Longhena (ur. 1598 w Wenecji, zm. 18 lutego 1682 tamże) – architekt weneckiego baroku, uczeń Vincenzo Scamozziego.
Urodził się, żył i pracował w Wenecji. Jego najsłynniejszą budowlą jest Santa Maria della Salute nad Canal Grande, wzorowana na kościele Il Redentore Andrei Palladia i sama będąca wzorem wielu kościołów. Inne jego znane dzieła to:
- Prokuracja Nowa na placu Świętego Marka,
- kościół dell'Ospedaletto,
- kościół Santa Maria di Nazareth,
- katedra w Chioggii,
- schody przy bibliotece San Giorgio Maggiore,
- pałac Belloni-Battaglia,
- kaplica Vendramin przy bazylice San Pietro di Castello,
- pałac Ca’ Pesaro,
- pałac Ca’ Rezzonico,
- bazylika na Świętej Górze Gostyń.